# Krzówka
Krzówka – wieś w Polsce położona w województwie lubelskim, w powiecie łukowskim, w gminie Serokomla.
W latach 1954–1960 wieś należała i była siedzibą władz gromady Krzówka, po jej zniesieniu w gromadzie Wola Gułowska. W latach 1975–1998 miejscowość administracyjnie należała do województwa siedleckiego.
Wieś stanowi sołectwo w gminie Serokomla. Według Narodowego Spisu Powszechnego z roku 2011 wieś liczyła 184 mieszkańców.
We wsi jest szkoła podstawowa.
Wierni Kościoła rzymskokatolickiego należą do parafii Nawiedzenia Najświętszej Maryi Panny w Woli Gułowskiej.